# Lentilles
Lentilles – miejscowość i gmina we Francji, w regionie Grand Est, w departamencie Aube.
Według danych na rok 1990 gminę zamieszkiwały 143 osoby, a gęstość zaludnienia wynosiła 8 osób/km².

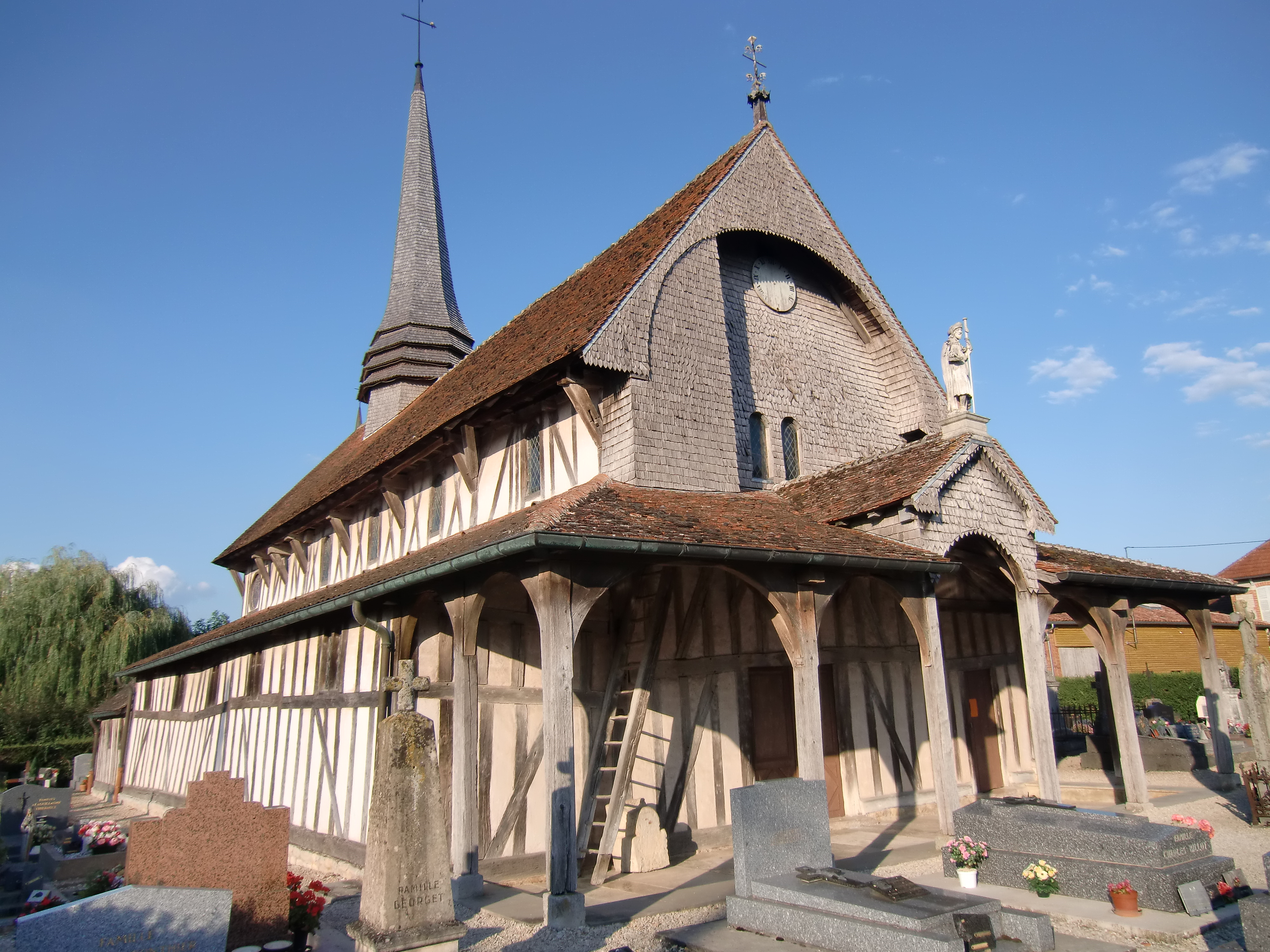
Kościół w Lentilles, 2008